# عبد اللطيف المشاري
عبداللطيف حامد المشاري، مهندس وسياسي كويتي يشغل منصب وزير الدولة لشؤون البلدية ووزير الدولة لشؤون الإسكان منذ 25 أغسطس 2024.

## سيرته
ولد المهندس عبداللطيف حامد حمد المشاري بالكويت ، وهو حاصل على ماجستير في تخصص الهندسة المعمارية من جامعة هارفارد عام 2009 وعلى شهادة البكالوريوس في نفس التخصص من جامعة جنوب كاليفورنيا عام 2006 ، وفي 25 أغسطس 2024 صدر مرسوم أميري يقضي بإجراء تعديل وزاري في الشيخ أحمد عبد الله الأحمد الصباح وتعينه وزير الدولة لشؤون البلدية ووزير الدولة لشؤون الإسكان.

## الخبرات في المجال الاقتصادي
- مستشارا بمجلس الوزراء الكويتي .
- عضو الفريق الفني لمشروع تطوير الأراضي الاستثمارية في مشروع جسر الشيخ جابر الأحمد الصباح.
- نائب رئيس لجنة السكان والتنمية العمرانية.
- عضو لجنة تحقيق الرؤية بمشروع تطوير الجزر الخمس ضمن رؤية «كويت جديدة 2035».
- عضو اللجنة العليا للمخطط الهيكلي والمشاريع الكبرى في مجلس الوزراء من 2014 - 2017.
- لجنة تنسيق المشاريع الاسكانية بالمؤسسة العامة للرعاية السكنية من 2015 - 2017.
- عضو لجنة تحكيم في كلية بوسطن المعمارية عام 2008 وجامعة الكويت من 2010 - 2024.
- عضو الفريق الفني لجهاز متابعة تطوير مدينة الحرير.